# Caldes d'Estrac
Caldes d'Estrac (spagnolo Caldetas) è un comune spagnolo di 2 776 abitanti situato nella comunità autonoma della Catalogna.